# Luis Cristaldo
Luis Héctor Cristaldo Ruiz Díaz (Formosa, 31 agosto 1969) è un ex calciatore argentino naturalizzato boliviano.

## Palmarès

### Club

#### Competizioni nazionali
- Campionato boliviano: 4

Bolivar: 1994, Clausura 1996, Apertura 1997, Clausura 1997